# 信号草
信号草（学名：Brachiaria brizantha）为禾本科臂形草属下的一个种。